# Anaeromusa acidaminophila
L' Anaeromusa acidaminophila  è una specie di batterio appartenente alla famiglia delle Acidaminococcaceae.